# Brachycaudus gentianae
Brachycaudus gentianae är en insektsart. Brachycaudus gentianae ingår i släktet Brachycaudus och familjen långrörsbladlöss. Inga underarter finns listade i Catalogue of Life.